# Université-Paul-Sabatier (métro de Toulouse)
Ne doit pas être confondu avec Université Toulouse-III-Paul-Sabatier.
Pour les articles homonymes, voir UPS et Paul Sabatier.
Université-Paul-Sabatier est une station de la ligne B du métro de Toulouse. Elle est située, près de l'université-Toulouse-III-Paul-Sabatier, dans le quartier Rangueil, dans le sud-est de la ville de Toulouse.
La station est également desservie par le téléphérique Téléo depuis sa mise en service le 14 mai 2022.

## Situation sur le réseau
Université-Paul-Sabatier est située sur la ligne B du métro de Toulouse, entre les stations Faculté-de-Pharmacie au nord et Ramonville au sud.
Sur Téléo, elle se situe au terminus est de la ligne. 

## Histoire
La station est inaugurée le 30 juin 2007. Elle porte le nom de l'université, toute proche, qui elle-même le doit au chimiste Paul Sabatier prix Nobel de chimie en 1912 doyen de la faculté des sciences de l'université de Toulouse.
En 2016, la station a enregistré 2 145 170 validations. En 2018, 2 198 151 voyageurs sont entrés dans la station, ce qui en fait la 17e la plus fréquentée sur 37 en nombre de validations.
Les travaux de la station de téléphérique débutent en 2019. La station de téléphérique est inaugurée le 13 mai 2022, puis elle est ouverte au public un jour plus tard,. Elle abrite le garage-atelier de la ligne et elle est la station motrice de la ligne.

## Services aux voyageurs

### Accès et accueil
La station est située au sud-est de Toulouse, dans le quartier Rangueil, le long de la route de Narbonne. Elle compte deux entrées : l'une du côté du lycée Bellevue, l'autre du côté de l'université Paul-Sabatier. Ses deux entrées totalisent deux ascenseurs, deux escaliers et un escalator ainsi qu'un accès extérieur avec la station du téléphérique (Téléo). La station est équipée de guichets automatiques permettant l'achat des titres de transports (métro et téléphérique).
Elle est équipée d'un quai à 9 portes qui lui permet de recevoir des rames à 2 voitures.

### Desserte
Comme sur le reste du métro toulousain, le premier départ des terminus (Borderouge et Ramonville) est à 5h15, le dernier départ est à 0h du dimanche au mercredi et à 3h les jeudis, vendredis et samedis.

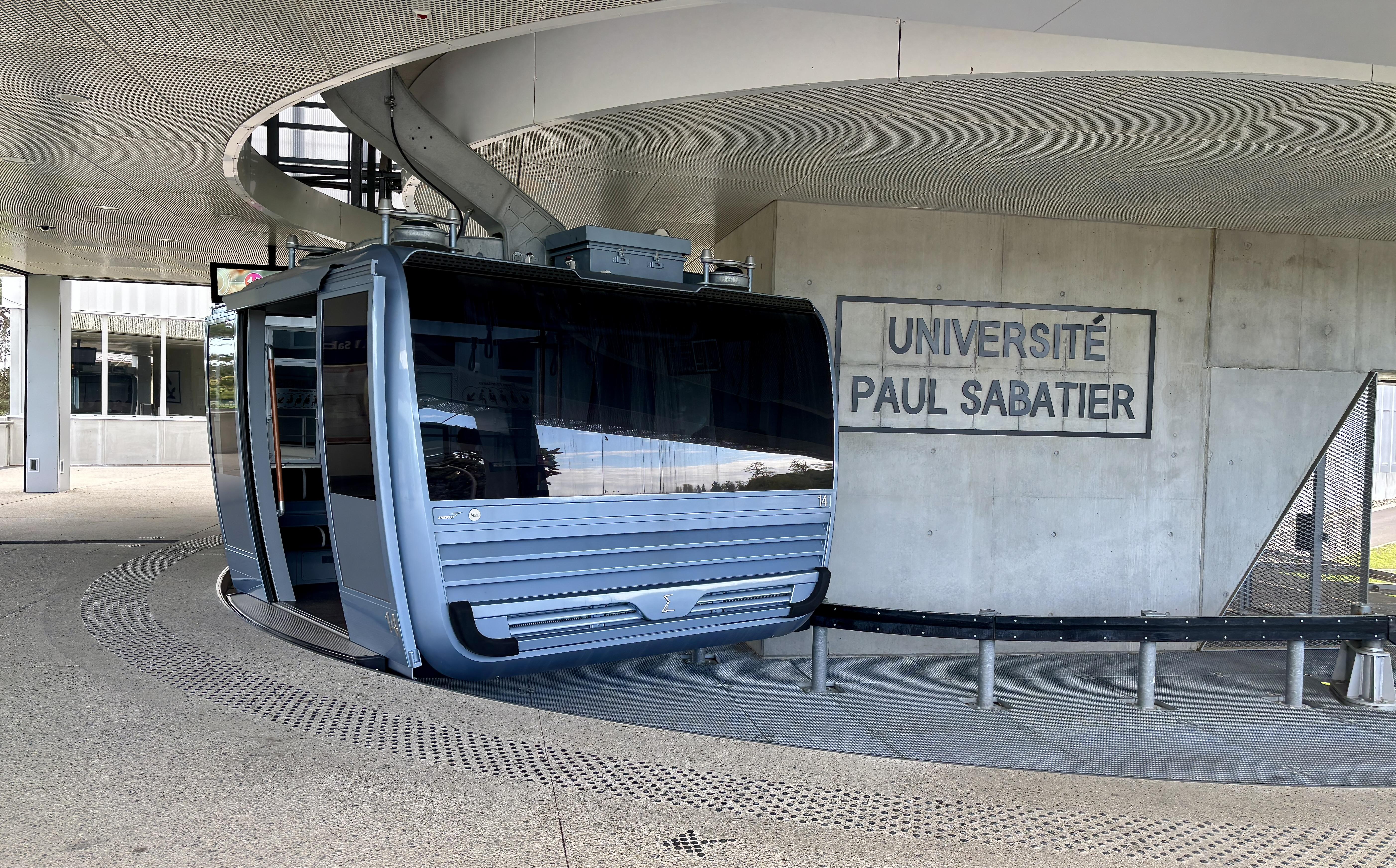
Station du Téléphérique (Téléo).

### Intermodalité
La station est le terminus des lignes 34, 44, 54, 56, 78, 81, 82, 115,  Noctambus de Tisséo et Hop!303, 350 et 383 du réseau Arc-en-Ciel.
C'est aussi une correspondence et le terminus du téléphérique Téléo.

## L'art dans la station

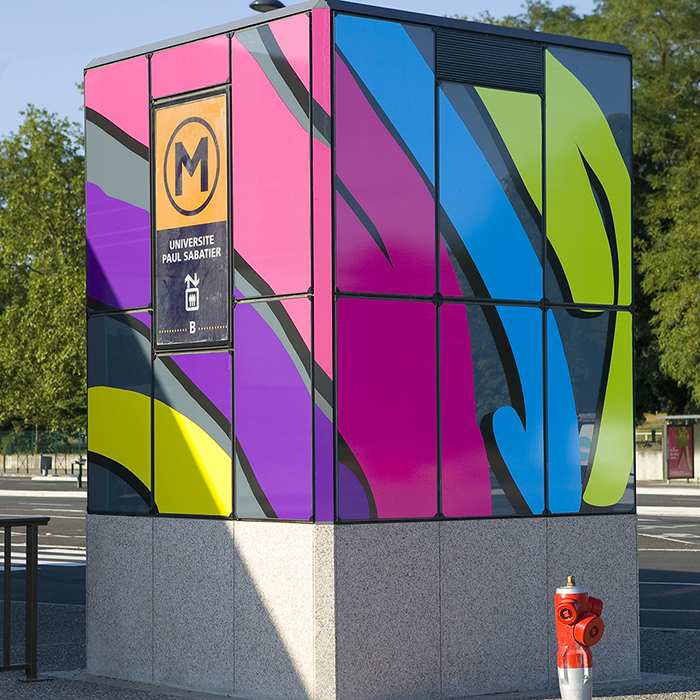
Ascenseur décoré par Chat Maigre.

Œuvre réalisée par Roman Opalka. Il s'agit d'une pyramide de nombres allant de 1 à 8 se trouvant au fond de la salle des billets. On aperçoit aussi une ligne blanche traverser la rangée de 7. L'œuvre fait référence à la Faculté des Sciences et aux mathématiques. En haut de la pyramide l'unité du 1 à sa base huit fois 8, symbolisant l'infini. La ligne de lumière traversant le 7 doit symboliser le lien à la vie.

Pour fêter la première année de la ligne B, Tisséo s'associe à l'agence de design global toulousaine KLD-Design ainsi qu'à l'artiste local Chat Maigre pour habiller huit cabines d'ascenseurs de la ligne, dont celle de l'Université Paul Sabatier.

## À proximité
- Université Paul-Sabatier
- Lycée Bellevue
- CHU de Toulouse Rangueil

## Projets
La station devrait être desservie par la ligne Linéo 15 qui reliera à Basso Cambo au Métro de Ramonville d’ici 2030.